# スルタン・ヌール
スルタン・ヌール（1971年8月20日 - ）は、シリア生まれエジプト育ちの日本の政治家。庄内町議会議員（2期）を務めた。
山形県において初となる外国出身者の市町村議会議員、またアラブ系イスラム教徒として初の地方議会議員である。

## 来歴
1971年、シリアに生まれる。4歳ごろから空手を習い、日本に興味を持った。12歳の時、エジプトに移り住む。
1994年には同国でエジプトスポーツ青年省国家公務員となり、1996-97年には水泳コーチとしてエジプトパラリンピック代表チームを率いた。
2000年にアレクサンドリア大学大学院体育科学修士課程を修了。スポーツ関係の省庁で国際協力機構（JICA）のプログラムの受け入れ責任者を務めていたが、その際、日本人から誘いを受け、2001年に訪日。山形県国際交流協会ゆとり山形国際友好大使に委嘱を受ける。2003年度は筑波大学大学院人間総合科学研究科体育科学で研究生。
2013年、日本国籍を取得した。
2016年、シリア人女性との結婚を機に、山形県庄内町に移住する。田舎での生活に不便を感じ、引っ越しを考えるようになっていたが、町議会議員選挙（補欠）が行われることを知り、告示3日前に立候補を決めた。選挙はスルタンともう1人の新人2人の一騎打ち状態になったが、2021年7月18日の投開票で600票の差をつけて当選した。
2022年6月19日の選挙ではトップ当選を果たし二選。
2025年7月、富樫透町長の任期満了に伴い、庄内町の町長選挙が告示された。スルタンは、この町長選挙に立候補を表明したため、町議会議員の職は7月15日付けで自動失職となった。投開票の結果、現職の富樫透に及ばず落選した。
※当日有権者数：16,358人 最終投票率：65.80%（前回比：2.64pts）
| 候補者名         | 年齢 | 所属党派 | 新旧別 | 得票数  | 得票率 | 推薦・支持 |
| ---------------- | ---- | -------- | ------ | ------- | ------ | ---------- |
| 富樫透           | 62   | 無所属   | 現     | 8,647票 | 81.34% |            |
| スルタン・ヌール | 53   | 無所属   | 新     | 1,984票 | 18.66% |            |

## 人物
- イスラム教徒であり、1日5回の礼拝を行う[6]。議会での初めての質問日は、議場横の部屋で礼拝を行った[5]。
- 「人事を尽くして天命を待つ」が好きな言葉[5]。